# Đại hội Thể thao Trong nhà và Võ thuật châu Á
Đại hội Thể thao Trong nhà và Võ thuật châu Á, còn được gọi là AIMAG, là một sự kiện thể thao đa môn liên lục địa được tổ chức 4 năm một lần giữa các vận động viên từ khắp châu Á, sau khi sáp nhập của Đại hội Thể thao Trong nhà châu Á và Đại hội Thể thao Võ thuật châu Á. Đại hội đã được tổ chức bởi Hội đồng Olympic châu Á (OCA). Đại hội được mô tả là sự kiện thể thao đa môn châu Á lớn nhất thứ hai sau Đại hội Thể thao châu Á.
Trong lịch sử của đại hội, hai quốc gia đã tổ chức Đại hội Thể thao Trong nhà và Võ thuật châu Á. 62 quốc gia từ châu Á và châu Đại Dương đã tham gia vào đại hội.
Đại hội cuối cùng đã được tổ chức ở Incheon, Hàn Quốc từ ngày 29 tháng 6 đến ngày 6 tháng 7 năm 2013, trong khi đại hội tiếp theo đang được tổ chức ở Ashgabat, Turkmenistan từ ngày 17–27 tháng 9 năm 2017.

## Các quốc gia tham gia
Tất cả 45 quốc gia có Ủy ban Olympic quốc gia được công nhận bởi Hội đồng Olympic châu Á và 19 quốc gia có Ủy ban Olympic quốc gia được công nhận bởi Ủy ban Olympic quốc gia châu Đại Dương.
- Afghanistan
- Samoa thuộc Mỹ
- Úc
- Bahrain
- Bangladesh
- Bhutan
- Brunei
- Campuchia
- Trung Quốc
- Quần đảo Cook
- Fiji
- Tahiti
- Guam
- Hồng Kông
- Ấn Độ
- Indonesia
- Iran
- Iraq
- Nhật Bản
- Jordan
- Kazakhstan
- Kiribati
- CHDCND Triều Tiên
- Hàn Quốc
- Kuwait
- Kyrgyzstan
- Lào
- Liban
- Ma Cao
- Malaysia
- Maldives
- Micronesia
- Mông Cổ
- Quần đảo Marshall
- Myanmar
- Nauru
- Nepal
- New Caledonia
- New Zealand
- Oman
- Pakistan
- Palau
- Palestine
- Papua New Guinea
- Philippines
- Qatar
- Samoa
- Ả Rập Xê Út
- Singapore
- Quần đảo Solomon
- Sri Lanka
- Syria
- Đài Bắc Trung Hoa
- Tajikistan
- Thái Lan
- Đông Timor
- Tonga
- Turkmenistan
- Tuvalu
- UAE
- Uzbekistan
- Vanuatu
- Việt Nam
- Yemen
- Đội tuyển Olympic người tị nạn

## Danh sách Đại hội Thể thao Trong nhà và Võ thuật châu Á
| Lần thứ                                       | Năm                               | Thành phố chủ nhà                 | Quốc gia chủ nhà                  | Ngày bắt đầu                      | Ngày kết thúc                     | Quốc gia                          | Thí sinh                          | Môn thể thao                      | Nội dung                          | Đội có vị trí hàng đầu            | Ref                               |        |
| Đại hội Thể thao Trong nhà châu Á             | Đại hội Thể thao Trong nhà châu Á | Đại hội Thể thao Trong nhà châu Á | Đại hội Thể thao Trong nhà châu Á | Đại hội Thể thao Trong nhà châu Á | Đại hội Thể thao Trong nhà châu Á | Đại hội Thể thao Trong nhà châu Á | Đại hội Thể thao Trong nhà châu Á | Đại hội Thể thao Trong nhà châu Á | Đại hội Thể thao Trong nhà châu Á | Đại hội Thể thao Trong nhà châu Á | Đại hội Thể thao Trong nhà châu Á |        |
| --------------------------------------------- | --------------------------------- | --------------------------------- | --------------------------------- | --------------------------------- | --------------------------------- | --------------------------------- | --------------------------------- | --------------------------------- | --------------------------------- | --------------------------------- | --------------------------------- | ------ |
| I                                             | 2005                              | Băng Cốc                          | Thái Lan                          | 12 tháng 11                       | 19 tháng 11                       | 45                                | 2,343                             | 9                                 | 120                               | Trung Quốc (CHN)                  | [ 1 ]                             |        |
| II                                            | 2007                              | Ma Cao                            | Ma Cao                            | 26 tháng 10                       | 3 tháng 11                        | 44                                | 2,476                             | 17                                | 171                               | Trung Quốc (CHN)                  | [ 2 ]                             |        |
| III                                           | 2009                              | Hà Nội                            | Việt Nam                          | 30 tháng 10                       | 8 tháng 11                        | 43                                | 2,396                             | 15                                | 242                               | Trung Quốc (CHN)                  | [ 3 ]                             |        |
| Đại hội Thể thao Võ thuật châu Á              |                                   |                                   |                                   |                                   |                                   |                                   |                                   |                                   |                                   |                                   |                                   |        |
| I                                             | 2009                              | Băng Cốc                          | Thái Lan                          | 1 tháng 8                         | 9 tháng 8                         | 40                                | 810                               | 9                                 | 109                               | Thái Lan (THA)                    | [ 4 ]                             |        |
| Đại hội Thể thao Trong nhà và Võ thuật châu Á |                                   |                                   |                                   |                                   |                                   |                                   |                                   |                                   |                                   |                                   |                                   |        |
| IV                                            | 2013                              | Incheon                           | Hàn Quốc                          | 29 tháng 6                        | 6 tháng 7                         | 44                                | 1,663                             | 12                                | 100                               | Trung Quốc (CHN)                  | [ 5 ]                             |        |
| V                                             | 2017                              | Ashgabat                          | Turkmenistan                      | 17 tháng 9                        | 27 tháng 9                        | 63                                | 4,012                             | 21                                | 341                               | Turkmenistan (TKM)                | [ 6 ]                             |        |
| VI                                            | 2021                              | Bangkok–Chonburi                  | Thailand                          | 17 tháng 11 năm 2023              | 26 tháng 11 năm 2023              | 63                                |                                   | 29                                |                                   |                                   | [ 8 ]                             |        |
| VII                                           | 2025                              | Riyadh                            | Saudi Arabia                      |                                   |                                   |                                   |                                   |                                   |                                   |                                   |                                   | [ 10 ] |

## Môn thể thao
| Môn thể thao           | Các năm         |
| ---------------------- | --------------- |
| Bóng rổ 3x3            | 2009, 2017      |
| Thể dục aerobic        | 2005–2009       |
| Đấu vật đai            | 2017            |
| Board games            | Kể từ năm 2007  |
| Bowling                | Kể từ năm 2007  |
| Quyền Anh              | Chỉ có 2009     |
| Bi-a                   | Kể từ năm 2007  |
| Đua xe đạp             | 2005–2007, 2017 |
| Khiêu vũ thể thao      | Tất cả          |
| Múa lân sư rồng        | 2007–2009       |
| Thể thao điện tử       | 2007–2013, 2021 |
| Đua ngựa               | Chỉ có 2017     |
| Thể thao mạo hiểm      | 2005–2007       |
| Lặn                    | 2007–2009       |
| Bóng đá trong nhà      | Tất cả          |
| Bắn cung trong nhà     | Chỉ có 2009     |
| Điền kinh trong nhà    | 2005–2009, 2017 |
| Khúc côn cầu trong nhà | Chỉ có 2007     |
| Judo                   | Chỉ có 2009 (M) |
| Nhu thuật              | 2009 (M), 2017  |

| Môn thể thao       | Các năm                  |
| ------------------ | ------------------------ |
| Kabaddi trong nhà  | 2009–2013                |
| Kabaddi            | Chỉ có 2007              |
| Karate             | Chỉ có 2009 (M)          |
| Kickboxing         | 2009 (M), kể từ năm 2009 |
| Kurash             | 2009 (M), kể từ năm 2009 |
| Muay Thái          | Tất cả, 2009 (M)         |
| Pencak silat       | 2009 (M), chỉ có 2009    |
| Bi sắt             | Chỉ có 2009              |
| Cử tạ              | Chỉ có 2017              |
| Sambo              | Chỉ có 2017              |
| Cầu mây            | 2005–2009                |
| Bơi bể ngắn        | Tất cả                   |
| Đá cầu             | Chỉ có 2009              |
| Leo núi thể thao   | 2005–2007                |
| Taekwondo          | 2009 (M), chỉ có 2017    |
| Quần vợt trong nhà | Chỉ có 2017              |
| Vovinam            | Chỉ có 2009              |
| Đấu vật            | Chỉ có 2017              |
| Wushu              | 2009 (M), chỉ có 2009    |

## Tất cả bảng tổng sắp huy chương AIG, AMAG và AIMAG
| 1  | Trung Quốc (CHN)                    | 204 | 119 | 96  | 419 |
| 2  | Thái Lan (THA)                      | 108 | 106 | 145 | 359 |
| 3  | Kazakhstan (KAZ)                    | 103 | 92  | 110 | 305 |
| 4  | Turkmenistan (TKM)                  | 92  | 75  | 89  | 256 |
| 5  | Hàn Quốc (KOR)                      | 77  | 79  | 76  | 232 |
| 6  | Việt Nam (VIE)                      | 72  | 62  | 86  | 220 |
| 7  | Iran (IRI)                          | 63  | 53  | 85  | 201 |
| 8  | Hồng Kông (HKG)                     | 46  | 44  | 60  | 150 |
| 9  | Uzbekistan (UZB)                    | 44  | 60  | 110 | 214 |
| 10 | Ấn Độ (IND)                         | 34  | 40  | 85  | 159 |
| 11 | Nhật Bản (JPN)                      | 33  | 29  | 47  | 109 |
| 12 | Đài Bắc Trung Hoa (TPE)             | 28  | 29  | 59  | 116 |
| 13 | Indonesia (INA)                     | 17  | 17  | 43  | 77  |
| 14 | Kyrgyzstan (KGZ)                    | 14  | 23  | 42  | 79  |
| 15 | Qatar (QAT)                         | 12  | 12  | 11  | 35  |
| 16 | Ả Rập Xê Út (KSA)                   | 10  | 9   | 4   | 23  |
| 17 | UAE (UAE)                           | 10  | 5   | 14  | 29  |
| 18 | Philippines (PHI)                   | 8   | 26  | 35  | 69  |
| 19 | Ma Cao (MAC)                        | 8   | 14  | 16  | 38  |
| 20 | Mông Cổ (MGL)                       | 7   | 17  | 29  | 53  |
| 21 | Iraq (IRQ)                          | 7   | 11  | 22  | 40  |
| 22 | Malaysia (MAS)                      | 6   | 13  | 19  | 38  |
| 23 | Jordan (JOR)                        | 5   | 11  | 32  | 48  |
| 24 | Pakistan (PAK)                      | 5   | 7   | 21  | 33  |
| 25 | Lào (LAO)                           | 4   | 18  | 30  | 52  |
| 26 | Tajikistan (TJK)                    | 4   | 17  | 35  | 56  |
| 27 | Singapore (SGP)                     | 4   | 17  | 19  | 40  |
| 28 | Bahrain (BRN)                       | 4   | 4   | 5   | 13  |
| 29 | Afghanistan (AFG)                   | 3   | 5   | 23  | 31  |
| 30 | Syria (SYR)                         | 3   | 3   | 12  | 18  |
| 31 | Vận động viên Olympic độc lập (AOI) | 2   | 4   | 5   | 11  |
| 32 | Kuwait (KUW)                        | 1   | 9   | 14  | 24  |
| 33 | Sri Lanka (SRI)                     | 1   | 5   | 5   | 11  |
| 34 | Campuchia (CAM)                     | 1   | 4   | 7   | 12  |
| 35 | Liban (LBN)                         | 1   | 1   | 11  | 13  |
| 36 | Fiji (FIJ)                          | 1   | 1   | 0   | 2   |
| 37 | Myanmar (MYA)                       | 0   | 3   | 4   | 7   |
| 38 | Quần đảo Marshall (MHL)             | 0   | 1   | 0   | 1   |
| 39 | Úc (AUS)                            | 0   | 0   | 2   | 2   |
| 39 | Bangladesh (BAN)                    | 0   | 0   | 2   | 2   |
| 39 | CHDCND Triều Tiên (PRK)             | 0   | 0   | 2   | 2   |
| 42 | Bhutan (BHU)                        | 0   | 0   | 1   | 1   |
| 42 | Nepal (NEP)                         | 0   | 0   | 1   | 1   |
| 42 | Oman (OMA)                          | 0   | 0   | 1   | 1   |
| 42 | Palestine (PLE)                     | 0   | 0   | 1   | 1   |
| 42 | Samoa (SAM)                         | 0   | 0   | 1   | 1   |